# Chaos and Creation in the Backyard
Albums de Paul McCartney
Twin Freaks
(2005) Ecce Cor Meum
(2006)
Chaos and Creation in the Backyard est un album solo de Paul McCartney paru en 2005. Pour le produire, le musicien choisit Nigel Godrich, qui a également travaillé avec Radiohead. Celui-ci apporte beaucoup au processus créatif en n'hésitant pas à remettre l'artiste en question. Il lui suggère ainsi de laisser son groupe de côté pour jouer de la plupart des instruments sur l'album, comme il l'avait fait sur son premier album solo.
D'un point de vue stylistique, cet album marque un retour à une musique proche des compositions de McCartney autour des années 1965 à 1968. L'album est très intimiste, avec des airs très doux et aucun morceau vraiment agité comme sur l'opus précédent, Driving Rain.
La critique accueille particulièrement bien cet album qui est, selon elle, son meilleur depuis plusieurs années. Il est par ailleurs nommé pour quatre Grammy Awards. D'un point de vue commercial, s'il n'atteint nulle part la première place des ventes, il entre en revanche dans de nombreux tops 10 (dans 13 pays au total), finissant 6e aux États-Unis et dixième au Royaume-Uni (où il devient disque d'or en quelques jours). Selon EMI, l'album s'est vendu à plus d'1,3 million d'exemplaires dans le monde.
La photo de couverture de l'album a été réalisée par Mike McGear, le frère de Paul McCartney.

## Liste des chansons
Tous les titres sont écrits par Paul McCartney.
| No  | Titre                      | Durée |
| --- | -------------------------- | ----- |
| 1.  | Fine Line                  | 3:05  |
| 2.  | How Kind of You            | 4:47  |
| 3.  | Jenny Wren                 | 3:47  |
| 4.  | At the Mercy               | 2:38  |
| 5.  | Friends to Go              | 2:43  |
| 6.  | English Tea                | 2:12  |
| 7.  | Too Much Rain              | 3:24  |
| 8.  | A Certain Softness         | 2:42  |
| 9.  | Riding to Vanity Fair      | 5:07  |
| 10. | Follow Me                  | 2:31  |
| 11. | Promise to You Girl        | 3:10  |
| 12. | This Never Happened Before | 3:24  |
| 13. | Anyway                     | 7:22  |

| 14. | She's so Beautiful | 3:01 |

### Special edition DVD
- Between Chaos and Creation – Documentaire (30 min)
- Fine Line – Vidéo (4 min)
- "Line Art" – Film d'animation de dessins de Brian Clarke. Animation par Momoco. (Avec trois pièces instrumentales: Riding To Vanity Fair, At the Mercy and Anyway).
- How Kind of You – Menu DVD (5 min)

- Producer exécutif: Paul McCartney
- Réalisateur et monteur: Simon Hilton (en)
- Producteur: James Chads
- Production: Maguffin
- DVD mastering: Abbey Road Interactive[2]

### Faces B des singles
1. Comfort Of Love

(disponible sur le maxi single de Fine Line)
1. Growing Up Falling Down (face B du single Fine Line)
2. I Want You To Fly (face B du single Jenny Wren)
3. This Loving Game (disponible sur le maxi single Jenny Wren)
4. Summer of 59 (disponible sur l'édition vinyle du single Jenny Wren)

## Personnel
- Paul McCartney : Piano à queue Bösendorfer, Piano droit Baldwin, Piano à queue Steinway, Orgue Hammond B3, Melodica Höhner, Piano droit Crown, Piano à queue Yamaha, Piano Électrique Wurlitzer, Harmonium, Moog, Basse Höfner, Guitare électrique Épiphone Casino, Guitare acoustique Martin D28, Guitare acoustique Épiphone Texan, Guitare électrique Fender Telecaster, Guitare électrique Fender Stratocaster, Guitare Martin 12 cordes, Autoharp Schmidt, Guitare classique Petersen, Guitare électrique Gibson L5, Batterie, shakers, tambourins, percussions.
- Millenia Ensemble : Cordes et vents.
- Joby Talbot : Arrangements des cordes, direction, arrg des vents.
- Nigel Godrich : Boucles de piano et guitare Épiphone.
- Pedro Eustache : Duduk.
- Jason Falkner : Guitare acoustique, guitare électrique.
- James Gadson : Batterie.
- Joey Waronker : Grosse caisse, bongos, shakers.
- The Los Angeles Music Players : Cordes.
- David Campbell : Arrg des cordes.
- Rusty Anderson, Brian Ray : Guitare acoustique.
- Abe Laboriel Jr : Percussions, blocs, tambourins.